# Fermatscher Polygonalzahlensatz
Der fermatsche Polygonalzahlensatz ist ein mathematischer Satz aus der Zahlentheorie. Er besagt, dass jede natürliche Zahl als Summe von höchstens {\displaystyle n} n-Eckszahlen darstellbar ist. Ein bekannter Spezialfall ist der Vier-Quadrate-Satz, dem zufolge jede Zahl als Summe von vier Quadratzahlen geschrieben werden kann. Ein Beispiel:
{\displaystyle 310=17^{2}+4^{2}+2^{2}+1^{2}=289+16+4+1}
Der fermatsche Polygonalzahlensatz ist nach Pierre de Fermat benannt, von dem folgendes Zitat stammt:

„Ich war der erste, der den sehr schönen und vollkommen allgemeinen Satz entdeckt hat, dass jede Zahl entweder eine Dreieckszahl oder die Summe von zwei oder drei Dreieckszahlen ist; jede Zahl eine Quadratzahl oder die Summe von zwei, drei oder vier Quadratzahlen ist; entweder eine Fünfeckszahl oder die Summe von zwei, drei, vier oder fünf Fünfeckszahlen; und so weiter bis ins Unendliche, egal ob es ein Frage von Sechsecks-, Siebenecks- oder beliebigen Polygonalzahlen ist. Ich kann den Beweis, der von vielen und abstrusen Mysterien der Zahlen abhängt, hier nicht angeben; deswegen beabsichtige ich diesem Subjekt ein ganzes Buch zu widmen und in diesem Teil arithmetisch erstaunliche Fortschritte gegenüber den vorhergehenden bekannten Grenzen zu erbringen.“

Ein solches Buch hat Fermat jedoch nie veröffentlicht. Joseph Louis Lagrange bewies 1770 den Spezialfall des Vier-Quadrate-Satzes und Carl Friedrich Gauß 1796 (unveröffentlicht, er gab aber Beweise für den Fall der Quadrate und Kuben in seinen Disquisitiones arithmeticae) und Legendre (1798) den Spezialfall für Dreieckszahlen. Der Beweis des vollständigen Satzes gelang jedoch erst Augustin Louis Cauchy im Jahr 1815. Der Beweis von Cauchy galt damals als Sensation und machte ihn berühmt.

## Beweisstruktur
Für den Beweis des Fermatschen Polygonalzahlensatzes werden zunächst die Beweise des Dreieckszahlensatzes sowie des Vier-Quadrate-Satzes vorausgesetzt. Für {\displaystyle n>4} wird nun das Lemma von Cauchy bewiesen, welches besagt, dass für {\displaystyle a,b\in \mathbb {N^{u}} } mit {\displaystyle b^{2}<4a} und {\displaystyle 3a<b^{2}+2b+4} {\displaystyle x,y,z,u} existieren mit folgenden Eigenschaften:
{\displaystyle a=x^{2}+y^{2}+z^{2}+u^{2}{\text{ und }}b=x+y+z+u}
Mithilfe dieses Satzes kann nun der Fermatsche Polygonalzahlensatz bewiesen werden, indem Bedingungen aufgestellt werden, unter denen die Voraussetzungen des Cauchyschen Lemmas gelten.